# Пиньейро (Буэнос-Айрес)
Пиньейро (исп. Piñeyro) — поселение в Аргентине в провинции Буэнос-Айрес. Часть агломерации Большой Буэнос-Айрес.

## История
В 1880-х годах здесь стали строиться первые фабрики. В 1893 году было официально основано поселение, за XX век развившееся в промышленный район.